# 法爾灣
66°35′S 94°23′E / 66.583°S 94.383°E
法爾灣是南極洲的海灣，位於瑪麗皇后地，寬11公里，在1912年11月由澳大利亞探險家率領的探險隊發現，現時由南極條約體系管理。